# Altonaer Singakademie
Die Altonaer Singakademie ist ein Laienchor von etwa 40 Sängerinnen und Sängern aus Hamburg. Die Singakademie ist Mitglied des Verbands Deutscher KonzertChöre. Seit August 2017 hatte sie mit Eva Hage zum ersten Mal eine künstlerische Leiterin. Anfang Dezember 2019 übernahm Christoph Westphal die Chorleitung.

## Geschichte
Der Chor wurde 1853 gegründet. Er ist einer der ältesten der Metropolregion.
Im Laufe ihrer mehr als 160-jährigen Geschichte hat die Altonaer Singakademie in Zusammenarbeit mit anderen Orchestern Hamburgs und weiteren Gastorchestern fast alle bekannten Oratorien aufgeführt, darunter 1990 das Verdi-Requiem mit der Dresdner Philharmonie, 1995 das War-Requiem von Benjamin Britten zum 50. Jahrestag des Endes des Zweiten Weltkriegs mit zusätzlich beteiligten Chören, Solisten und Orchestern aus England, Polen und Russland, 2003 das große Jubiläumskonzert zum 150-jährigen Bestehen der Altonaer Singakademie sowie 2013 Carmina Burana von Carl Orff in der Hamburger Laeiszhalle.

## Repertoire
Das Repertoire des auf Oratorien spezialisierten Chores umfasst neben Werken des Barock, der Klassik und Romantik auch zeitgenössische Chormusik des 20. und 21. Jahrhunderts.

## Künstlerische Leitung
Liste der Chorleiter seit 1853:
- 1853–1885 John Böie
- 1885–1895 Arnold Krug
- 1895–1933 Felix Woyrsch
- 1933–1939 Willi Hammer
- 1939–1971 Engelhard Barthe
- 1972–1975 Ernst-Ulrich von Kameke
- 1976–2005 Jens Weigelt
- 2006–2013 Igor Zeller
- 2014–2016 Matthias Mensching
- 2016–2017 Sönke Grohmann
- 2017–2019 Eva Hage
- seit 2019 Christoph Westphal